# Layla Jade
Layla Jade Johnson, född 1 oktober 1980 i Torquay i Devon i England, är en brittisk skådespelare i pornografisk film, som medverkat i över 300 filmer sedan debuten 1998. Innan porrkarriären jobbade hon som vårdbiträde.
Hon startade sin egen modellagentur First Choice Models Inc 2000.
Hennes scen av och med Max Hardcore i filmen Max Extreme 11 2001 censurerades kraftigt i USA men nominerades ändå för en AVN Award i samma land.

## Priser och nomineringar
- 2001 : AVN Award Nominee - Best All-Girl Sex Scene
- 2001 : AVN Award Nominee – Best Anal Scene (Video) (tillsammans med Max Hardcore)[2].